# Aburina
Aburina (лат.) — род совок из подсемейства Calpinae, описанный немецким энтомологом Генрихом Мёшлером в 1887 году.

## Описание
Щупики длиннее головы направлены вперед. Глаза голые. Ноги стройные. Размах крыльев 24-52 мм.

## Систематика
Пул рассматривал род Aburina в подсемействе Ophiderinae. Кичинг и Роулинс перенесли род в подсемейство Calpinae. Название Ophiderinae рассматривается как синоним Calpinae. По внешним признакам наиболее близким родом является Deinypena. В мировой фауне насчитывается 19 видов:
- Aburina chrysea Gaede, 1940
- Aburina coerulescens  Hampson, 1926
- Aburina dufayi Viette, 1979
- Aburina electa Karsch, 1896
- Aburina endoxantha Hampson, 1926
- Aburina exangulata Gaede, 1940
- Aburina jucunda Karsch, 1896
- Aburina leucocharagma Hampson, 1926
- Aburina marmorata Berio, 1974
- Aburina morosa (Holland, 1920)
- Aburina multilineata (Holland, 1920)
- Aburina peyrierasi Viette, 1979
- Aburina phoenocrosmena Hampson, 1926
- Aburina poliophaea Hampson, 1926
- Aburina sobrina  Möschler, 1887
- Aburina tetragramma Hampson, 1926
- Aburina transversata (Holland, 1920)
- Aburina uncinata Berio, 1974
- Aburina uniformis Swinhoe, 1919[10]

## Распространение
Представители рода встречаются преимущественно в Африке и на Мадагаскаре. В Ориентальной области единственный вид — Aburina uniformis.